# Фримонтский тролль
Фримонтский тролль (англ. The Fremont Troll) — крупная скульптура во Фримонте, одном из районов города Сиэтла, США, располагающаяся под мостом памяти Джорджа Вашингтона (англ. George Washington Memorial Bridge).
В 1990 году проект, авторами которого были Стив Баданес (Steve Badanes), Уилл Мартин (Will Martin), Донна Уолтер (Donna Walter) и Росс Уайтхед (Ross Whitehead), выиграл конкурс, целью которого было привести в порядок территорию под мостом, превратившуюся в свалку и место торговли наркотиками. Скульптура изготовлена из стали, бетона и тросов, вес составляет около двух тонн и высота порядка 5,5 метров. В руке у тролля находится настоящий Фольксваген Жук, выкрашенный в общем стиле скульптуры. В 2005 году одна из смежных с мостом улиц в честь проекта была переименована в Тролль-авеню (англ. Troll Avenue).